# Bnei Brak
Bnei Brak est une ville d'Israël de la banlieue nord-est de Tel Aviv, accolée à Ramat Gan.
Bnei Brak, qui s'étend sur 709 hectares, est l'une des villes les plus densément peuplées d'Israël.

## Histoire
Fondée en 1924 par des familles hassidiques de Pologne, la ville constitue aujourd'hui la plus grande concentration de Juifs ashkénazes ultra-orthodoxes yiddishophones au monde (avec Jérusalem). Le chabbat, notamment, y est respecté scrupuleusement.
Dans les années 1950 un camp de transit y a été établi (en hébreu ma'abara).
La ville est frappée par un attentat le 29 mars 2022. L'attaque fait cinq morts, dont un policier, Amir Khoury, natif de Nof Hagalil et le terroriste est abattu,.

## Bnei Brak dans la tradition juive
Le nom de Bnei Brak est cité dans la Bible hébraïque dans le Livre de Josué (Josué, 19, 45) comme une ville de la tribu de Dan et dans la Haggada de Pessa'h, comme l'endroit où sont rassemblés Rabbi Aquiba et ses disciples pour célébrer le Séder de Pessa'h.

## Politique et administration
Lors des élections législatives de 2022, 90 % des habitants ont voté pour des partis ultraorthodoxes (60 % pour Judaïsme unifié de la Torah et 30 % pour Shas).

### Liste des maires
- Yitzchok Gerstenkorn
- Moshe Begno
- Reuven Aharonovich
- Shimon Soroka
- Yitzchok Meir
- Shmuel Weinberg
- Moshe Irenstein
- Yerachmiel Boyer
- Mordechai Karelitz (1998-2003)
- Yissochor Frankenthal (2003-2008)
- Ya'akov Asher (2008-2013)
- Hanoch Zeibert (2013-2018) — 1er mandat
- Avraham Rubinstein (2018-2024)
- Hanoch Zeibert (2024-) — 2e mandat

## Démographie
La population est de 218 400 habitants en 2022. Bnei Brak est la huitième ville la plus peuplée du pays et la deuxième dans le district de Tel Aviv.

## Personnalités
- Baruch Ashlag (1907-1991), kabbaliste.
- Eliyahu Eliezer Dessler (1892-1953), rabbin orthodoxe, mashgia'h rou'hani de la yeshiva de Ponevezh.
- Gershon Edelstein (1923-2023), rabbin orthodoxe, rosh yeshiva.
- Gideon Gadot (1941-2012), journaliste et homme politique, né à Bnei Brak.
- Yosef Shlomo Kahaneman (1886-1969), rabbin orthodoxe, rosh yeshiva.
- Chaim Kanievsky (1928-2022), rabbin orthodoxe, posseq.
- Yaakov Yisrael Kanievsky (1899-1985), rabbin orthodoxe, posseq.
- Avrohom Yeshaya Karelitz (1878-1953), rabbin orthodoxe, posseq.
- Dov Lando (en) (1930- ), rabbin orthodoxe, rosh yeshiva.
- Michal Yehouda Lefkowitz (1913-2011), rabbin orthodoxe, rosh yeshiva.
- Yechezkel Levenstein (1885-1974), rabbin orthodoxe, mashgia'h rou'hani de la yeshiva de Mir.
- Elazar Shach (1899-2001), rabbin orthodoxe, rosh yeshiva.
- Aharon Leib Shteinman (1913-2017), rabbin orthodoxe, posseq.
- Rephael Baroukh Toledano (1890-1970), Grand rabbin de Meknes, immigre à Bnei Brak en 1964.
- Chaim Walder (1968-2021), rabbin orthodoxe, auteur d'ouvrages de littérature pour la jeunesse.
- Shmuel Wosner (1913-2015), rabbin orthodoxe, posseq.
- Ariel Zeevi (1977- ), judoka, né à Bnei Brak.
- Yitzhok Zilberstein (1934- ), rabbin orthodoxe, Av Beth Din du quartier Raman Elchanan de Bnei Brak.